# Viborillas, Jalisco
Viborillas är en ort i Mexiko.   Den ligger i kommunen Encarnación de Díaz och delstaten Jalisco, i den centrala delen av landet, 400 km nordväst om huvudstaden Mexico City. Viborillas ligger 1 890 meter över havet och antalet invånare är 123.
Terrängen runt Viborillas är platt åt sydväst, men åt nordost är den kuperad. Viborillas ligger nere i en dal. Runt Viborillas är det ganska tätbefolkat, med 56 invånare per kvadratkilometer. Närmaste större samhälle är Encarnación de Díaz, 10,8 km väster om Viborillas. I omgivningarna runt Viborillas växer huvudsakligen savannskog.